# 製造小売業
製造小売業（せいぞうこうりぎょう）とは
1. 日本標準産業分類における大分類の、卸売・小売業に含まれる一業態。大まかにいうと、その場で商品を製造して消費者個人へ販売する事業所の形態。
2. アパレル産業における、SPA (speciality store retailer of private label apparel) の訳語の一つ。

## 日本標準産業分類での取り扱い
同一事業所で商品製造及び、個人への商品販売を行う形態のこと。例示としては菓子屋、パン屋、弁当屋、豆腐屋、調剤薬局等が挙げられる。分類は取扱商品により行われるため、中分類、あるいは小分類では「製造小売業」という分類は生じておらず、細分類において製造小売とそうでないものが区分されている（以下を参照）。
- 5861 菓子小売業（製造小売）
- 5862 菓子小売業（製造小売でないもの）

ただし、その場で製造する形態であっても、例えば寿司屋など飲食店で注文を受けてから商品を製造する場合、大分類Mの「持ち帰り飲食サービス業」に該当する場合がある。また、消費税の簡易課税制度における事業区分のように、基本的には産業分類に準じていながらも製造小売の区分が違う（この場合は製造業に区分）場合もある。
ちなみに、ここでの分類適用単位は「事業所」であり「企業」ではない。そのため、後述のSPAのように、ある企業が別々の場所に製造工場と小売店舗を持ち、商品の製造から販売まで一貫して行っている場合、製造工場が「製造業」、小売店舗が「小売業」に分類される。菓子でも単店から中堅または大企業化したような和洋菓子メーカー（虎屋、モロゾフ、ユーハイムなど）は多くがこの形態である。産業分類を企業に対し同じ考え方で準用することはできる。
なお、産業分類が統計のためのものであるため、事業当事者が持っている業態への意識とは必ずしも一致しない。

## SPA
speciality store retailer of private label apparel (SPA) は衣料品業界における業態の一種である。自社アパレルブランドに特化した専門小売業、すなわち衣料品ブランド・製品を自社で企画し自社専門ストアで直販する、メーカーと小売が一体化した業態である。
SPAは1986年にGAPが自らを定義する用語として生まれた。従来の日本の衣料品業界の商習慣から見て目新しい業態を指すものであったが、GAPの成功により「SPA」あるいはその訳語である「製造小売業」という用語および業態が普及するようになった。
典型的な衣料品サプライチェーンには、メーカー/ブランド - 卸 - 小売がある。すなわち衣料品メーカーがそのブランドで企画・製造をおこない、それが卸売業者を経て、百貨店などの小売店で委託販売される。その場合は多めに仕入れて売れ残りは返品するという商習慣が日本では一般的であった。
これに対しSPAでは衣料品ブランド・製品の企画開発製造から販売までを単一の業者が行う。日本では小売業が企画・製造に進出する場合のほか、衣料品メーカー（製造卸）が自らブランドを確立し小売に進出する場合もSPAと呼ばれている。なお、商品企画・製造と小売とを結びつける物流機能などについては「製造小売」業者が自ら手がけなくても「SPA」である。
SPAの訳語としては他に、「総合製造小売業」「企画製造小売業」「製造型小売業」など、「製造」の意味を弱めたものもある。
ちなみに、SPAを営む企業へ日本標準産業分類を準用するのであれば、企業の持つ各部門における付加価値額あるいは産出額が一番大きい部門の業態へ、当該企業は分類されることになる。

### アパレル産業
- GAP - 「SPA」の概念を提唱した企業。
- ZARA
- H&M
- ファイブフォックス
- ファーストリテイリング（ユニクロ、ジーユーなど)
- 良品計画（無印良品）
- ハニーズ
- バロックジャパン
- アダストリア
- そのほか、SPAという概念が生まれる以前から存在するDCブランドの多くが該当する。

### それ以外
- IKEA
- ニトリ
- ダイソー
- JINS
- カインズ

## その他
- 上記の他、単行本『製造小売業革命―最強の販売システム』のように、メーカーが直接小売する業態を「あえてSPAと分けて」製造小売業と呼ぶ場合もある。[独自研究?]
- 「タイヤ直販はSPAとは異なる製造小売業である」とする単行本も出版されている。[独自研究?]